# Yevgeni Ivanovitch Markov
Pour les articles homonymes, voir Markov.
Yevgeni Ivanovitch Markov, né à Moscou et mort en 1828, est un général d'infanterie russe qui exerce des commandements pendant les guerres de la Révolution française et le guerres napoléoniennes.

## Carrière
Entré dans la carrière militaire en 1770, il combat pendant la guerre russo-turque de 1787-1792. Il est présent à la bataille de Kinburn et gagne la croix de 4e classe de l'ordre de Saint-Georges au siège d'Otchakov.
Il combat ensuite en Pologne en 1792-1794 puis participe à l'expédition russe en Perse de 1796. Nommé colonel le 15 avril 1798, il est promu major-général le 7 octobre 1798.
Le général Markov combat au sein du corps de Korsakov pendant la campagne de Suisse de 1799. Lors de la deuxième bataille de Zürich, il commande l'aile gauche de la division Dourasov entre Höngg et Baden derrière la Limmat. Le 25 septembre au matin, la première attaque française est menée par le général gazan dans son secteur. Après avoir traversé la Limmat l'avant-garde française monte à l'assaut du plateau de Kloster Fahr et en chasse les troupes du général Markov qui, grièvement blessé, est fait prisonnier.
Le 25 janvier 1807, à la tête de 9 000 hommes, il est battu par le 1er corps du maréchal Bernadotte. À la bataille d'Eylau, le 8 février 1807, Markov commande l'extrême droite du dispositif russe, autour du village de Schloditten (de). À Friedland, il est en soutien de l'avant-garde du prince Bagration avec 15 bataillons.
En 1812, le lieutenant-général Markov commande le 10e corps de la 3e armée russe de Tormassov. Il passe ensuite sous les ordres de l'amiral Tchitchagov puis est destitué pour incompétence.
En 1813, il sert dans l'armée de réserve du général Bennigsen et participe au siège de Hambourg.